# Denis Pierre Jean Papillon de La Ferté
Pour les personnes ayant le même patronyme, voir La Ferté (homonymie).
Denis Pierre Jean Papillon de La Ferté, né à Châlons-en-Champagne le 17 février 1727 et guillotiné à Paris le 7 juillet 1794, est un intendant français des Menus plaisirs de la Maison du roi.

## Biographie
Fils de Pierre Papillon de la Ferté (~1682-1753), seigneur de la Ferté, président trésorier de la généralité de Champagne, lieutenant du roi de Châlons, Papillon de la Ferté acheta en 1756, pour 260 000 livres, la charge d’intendant des Menus-plaisirs de la Maison du roi qu’il conserva jusqu’en 1792. Détenant le titre de commissaire du roi auprès de l’Académie de musique, Papillon de la Ferté exerça, à l’Opéra, une influence dominante, supérieure même à celle du ministre qui détenait le pouvoir nominal, mais qui laissait son second gouverner. Il imagina et proposa, dans ce poste qu’il occupa pendant les dix années qui précédèrent la Révolution, quantité de projets pour l’Opéra.
La Ferté a beaucoup écrit durant son passage aux affaires (de nombreuses lettres et rapports de sa main sont aux Archives nationales). Sa carrière administrative, sa vie publique et privée, ses menées artistiques, ont été documentées grâce aux nombreuses pièces publiées par Adolphe Jullien dans divers articles, brochures ou livres sur l’Opéra au XVIIIe siècle, d’après ses lettres et ses papiers manuscrits conservés aux archives de l’Opéra et à la bibliothèque de la ville de Paris.
Castil-Blaze appela néanmoins celui qui joua un tel rôle dans l’histoire musicale française un « vieux dévot, libertin et frappé d’imbécillité dès ses plus jeunes ans ».
On doit également plusieurs ouvrages à cet homme de sciences et amateur d’art, collectionneur passionné de paysages, principalement par Boucher, Robert, Fragonard et Vernet, auquel il a commandé une série de sept grands panneaux décoratifs pour son hôtel particulier : Éléments de géographie, agrémenté de 20 cartes en 1783, un Système de Copernic ou abrégé de l’astronomie, la même année ; en 1784, il publie Traité élémentaire sur les mathématiques, enfin, en 1787, Éléments d’architecture de fortifications et de navigation. Amateur d’art, il publia en 1776 l’ouvrage Extraits des différents ouvrages publiés sur la vie des peintres, en 2 volumes, sera réédité sous le pseudonyme M. P. D. L. F. en 1796.
Il prêta le serment civique, fit don de son argenterie à la Monnaie, se fit élire commandant de la garde Nationale de son district, l'île Saint-Louis où il avait une maison. Il fut quand même arrêté, emprisonné à la Prison du Luxembourg et guillotiné Place du Trône-Renversé, son ancienne appartenance à la Cour le laissant suspect. 
Sa fille, Alix-Marie-Denise Papillon de La Ferté épouse Jean-Baptiste-François-Devin de Graville (1782-1853), Préfet du Palais de Napoléon, maire d'Annel (Oise). Sa fille et son époux sont inhumés au cimetière Montmartre, 21e division, avenue Berlioz.

## Famille
- Gabriel Papillon (mort en 1721), marchand teinturier à Paris, marié en 1679 à Anne Nicole Alleaume,
  - Pierre Papillon (1682-1753), anobli, seigneur de La Ferté, trésorier de banque, lieutenant de la ville de Châlons, et capitaine pour le roi à Châlons, président trésorier de France de la Généralité de Champagne, premier président du bureau des Finances, marié en premières noces, en 1708, avec Marie François Merle (morte en 1712) dont il a deux filles, marié en secondes noces, en 1712, avec Jeanne Verdier (ca 1691-1754) dont il a :
    - Denis Pierre Jean Papillon de La Ferté (1727-1794), dit le marquis de La Ferté, marié en premières noces, en 1749, avec Marie Anne Victoire Guichard (morte en 1752), marié en secondes noces, en 1782, avec Catherine Louise Henriette de Villers (1757-1791), dont il a :
      - Louis Victor Xavier Papillon de La Ferté (1784-1847), intendant de l'argenterie et des menus plaisirs du Roi en 1814, puis  directeur du mobilier de la Couronne, marié à Louise Victoire Leclerc,
        - Georges Xavier Papillon de La Ferté (1815-1883), vicomte de Versailles, sous-préfet,

      - Alix Marie Denise Papillon de La Ferté (1789-1847), mariée vers 1803 Jean-Baptiste Devin de Graville (1782-1853), préfet du palais de Napoléon,

    - Nicolas Jacques Papillon d'Auteroche (1730-1794), seigneur de Sannois et d'Auteroche, fermier général, président trésorier de France au bureau des finances de Châlons, intendant des menus plaisirs et affaires du comte d'Artois, marié en 1754 avec  Marie Antoinette Louise Brémont,

  - Jacques Papillon (mort en 1746), capitaine des chasses du duc d'Orléans, fermier général,
  - Antoine-Charles Papillon d'Auteroche
  - Françoise Nicole Papillon (1687-1762), mariée en 1722 avec Gaspard Mel (mort en 1754), sieur de Saint-Céran, marchand, banquier, bourgeois de Paris.

## Publications
- Journal de Papillon de la Ferté : intendant et contrôleur de l'argenterie, menus-plaisirs et affaires de la chambre du Roi, 1756-1780, Paris, éd. Ernest Boysse, Ollendorff, 1887 ; réédition Versailles, éd. Menus-Plaisirs du Roy, 2011  (ISBN 978-1-4477-4628-7).

Voir aussi : « Journal de Papillon de La Ferté, intendant et contrôleur de l’Argenterie, Menus-Plaisirs et Affaires de la Chambre du roi (1756-1780) », sur Centre de recherche du château de Versailles (consulté le 15 août 2024).
- Extrait des différens ouvrages publiés sur la vie des peintres, t. 1, Paris, chez Ruault libraire, 1776 (lire en ligne), t. 2